# 全面攻佔3：天使救援
《全面攻佔3：天使救援》（英語：Angel Has Fallen）是一部於2019年上映的美國動作片，由雷克·羅曼·沃執導，並與勞勃·馬克·凱曼、馬特·庫克共同編劇。本片為2016年電影《全面攻佔2：倫敦救援》的續集，也是《全面攻佔系列》的第三部作品。由傑瑞德·巴特勒、摩根·弗里曼、潔達·蘋姬·史密斯、潘波·裴拉柏、尼克·诺尔蒂和丹尼·休斯頓主演。劇情描述看似家庭事業皆順遂的特勤局探員麥克·班寧卻在一場襲擊後被冠上謀刺元首的罪名而遭到拘捕。這次他不僅要保護總統的安危，更要證明自己的清白。
本片於2019年8月23日在美國上映。

## 劇情
在上一起事件發生兩年後，當年的美國副總統艾倫·川布已成為了現任總統。麥克·班寧在維吉尼亞州的私人軍事公司「卓越國際（Salient Global）」接受培訓，該公司由他的友人兼前陸軍游騎兵偵察連指揮官韋德·詹寧斯開設。已有了自己家庭的班寧將接任特勤局局長，以接替即將退休的大衛·吉特利，但他隱瞞了患有偏頭痛和失眠症並需要使用止痛藥來應對慢性不適的事實。
川布在維吉尼亞州威廉斯堡的皇后湖進行私人釣魚之旅時，一群武裝無人機發動襲擊，保安人員皆遇害，只有班寧倖存並拯救了總統。兩人均陷入昏迷，班寧先於川布醒來。聯邦調查局特別探員海倫·湯普森找到證據，懷疑班寧參與了這次襲擊，她的團隊還找到了運送無人機的貨車，上有班寧的頭髮和DNA，班寧因此被捕。在前往拘留所的途中，班寧的車隊遇襲，他在擊敗襲擊者後發現對方是自己參與培訓的卓越國際員工。他意識到詹寧斯陷害自己，於是致電給妻子莉亞，讓她知道自己還活著並決心揭露幕後黑手。此次通話讓湯普森得知班寧所在位置，警察開始追緝班寧。班寧設法度過深夜逃過警方追緝，於第二天早晨用偷來的皮卡前往懷特霍爾郊區投靠隱居的父親凱拉。
在白宮，副總統馬丁·卡比成為代理總統，向外界宣稱是俄羅斯政府暗中指使行刺川布。班寧和凱拉發現一支傭兵團接近他們的小屋，引爆了事先埋好的多重炸藥殲敵。班寧向凱拉透露有妻有女的近況。兩人分頭行動。凱拉在莉亞和琳恩被卓越國際的人帶走前搶先救出她們。另一方面，湯普森發現詹寧斯人馬的屍體後，推論班寧的理論是成立的。川布從昏迷中醒來的同時，卡比已決心以報復「暗殺」總統為由對俄羅斯宣戰。但總統既已恢復意識，則代理總統不可獨自宣戰。湯普森和拉米雷斯探員會見詹寧斯𨤸清事實時遭滅口。由於擔心聯邦探員接踵而至，詹寧斯加速進度，準備殺害總統。
班寧滲透進聖馬太醫院被重兵圍困並向吉特利投案，但表示總統身處危險中，並要求相信他。川布在眾人疑慮中命令釋放班寧並依其所言行事。詹寧斯試圖令加護病房中純氧供應失控以炸毀醫院將川布滅口。班寧在醫院被炸毀前以非常規手段領著川布、吉特利和幾名護衛士兵疏散至醫院另一棟樓，並將兩人藏好。在護衛士兵與詹寧斯的傭兵正面交鋒時，班寧突出奇兵抄敵人後路。護衛士兵在劣勢下全數殉職，但詹寧斯殘部一干人等一時找不到總統，不得不在政府增援部隊到達時撤退。追擊叛徒的班寧用榴彈發射器炸毀對方直昇機及機上企圖逃逸的敵人後，與詹寧斯一對一近身格鬥。詹寧斯最後腋下中刀而死，剩餘的傭兵則被美國聯邦執法人員逮捕。
撤消戰爭令後，川布和吉特利以叛國罪逮捕了卡比，因為他們收到了湯普森生前傳來詹寧斯與卡比交易的保險單記錄，卡比在記者們的包圍下被逮捕。凱拉決定與班寧和他的家人住在一起。事後，班寧因失於保護總統且掩飾自己的病痛而自感內疚請辭呈，但川布挽留他並晉升為特勤局局長，他為此再度振作。
片尾，班寧說服他的父親一起在零重力中心嘗試治療。在那兩人被放置在水池中並漂浮在水面上，直到燈被熄滅。

## 演員
| 演員                                | 角色                          | 備註 |
| 傑瑞德·巴特勒 Gerard Butler         | 麥克·班寧 Mike Banning        | 特勤局特工，身手不凡且為人正派，故事初段被川布任命為局長。後被誣陷與俄羅斯合作暗殺總統，因而踏上亡命之旅揪出真兇以證清白。 |
| 摩根·費里曼 Morgan Freeman          | 艾倫·川布 Allan Trumbull      | 現任美國總统。 |
| 提姆·布雷克·尼爾森 Tim Blake Nelson | 馬丁·卡比 Martin Kirby        | 美國副總統兼參議院議長，老政客。表面上與川布友好，實際上為本片的終極反派，極度不滿川布厭戰的態度，因而策動暗殺計劃並嫁禍給麥克和俄羅斯，以復仇名義開戰。最终计划失败并且暴露然后被捕。                                                                             |
| 兰斯·雷迪克 Lance Reddick           | 大衛·吉特利 David Gentry      | 美國特勤局局長，尚餘一個月便退休。與麥克關係友好，但在揭發麥克獲得了由莫斯科國家銀行的一千萬後曾一度懷疑麥克，最後和好並選擇相信之。 |
| 邁克·蘭德斯 Michael Landes          | 山姆·威爾科克斯 Sam Wilcox    | 白宮幕僚長，川布的得力助手，在揭發麥克獲得了由莫斯科國家銀行的一千萬後曾一度懷疑麥克。於尾段聖馬太醫院的槍戰中被打算狙擊川布的韋德誤殺。 |
| 丹尼·休斯頓 Danny Huston            | 韋德·詹寧斯 Wade Jennings     | 麥克當兵時期的戰友，現為私人武裝集團「卓越國際」的老闆兼首領，本劇的主要反派。於尾段聖馬太醫院的槍戰中因無路可逃而與麥克肉搏，最後被麥克捅死。 |
| 尼克·诺尔蒂 Nick Nolte              | 凱拉·班寧 Clay Banning        | 越戰老兵，麥克疏遠的父親。 |
| 潘波·裴拉柏 Piper Perabo            | 莉亞·班寧 Leah Banning        | 麥克的妻子。 |
| 潔達·蘋姬·史密斯 Jada Pinkett Smith | 海倫·湯普森 Helen Thompson    | FBI高級探員，負責調查暗殺總統一案。起初並不相信麥克，但經過一番搜證後開始懷疑麥克的確被人嫁禍，並順著麥克留下的線索查到「卓越國際」，卻遭韋德槍殺滅口。結局透露她死前向上級提交了一些卡比和韋德的交易紀錄，作為二人犯案的證據。                                    |
| 約瑟夫·米森 Joseph Millson          | 拉米雷斯 Ramirez              | FBI探員，海倫的副手，負責調查暗殺總統一案。起初並不相信麥克，但經過一番搜證後開始懷疑麥克的確被人嫁禍，並順著米克留下的線索查到「卓越國際」，卻遭科爾槍殺滅口。 |
| 弗雷德里克·施密特 Frederick Schmidt | 特拉維斯·科爾 Travis Cole     | 「卓越國際」的保安總監兼二把手，韋德的副手，為人冷血且心狠手辣。於尾段聖馬太醫院的槍戰中大殺四方，殺害極多特工和警察。後欲到天台乘坐直昇機逃走，並命令手下留在梯間斷後，控制麥克，然後直接投擲手榴彈，打算連手下一併炸死。最後在麥克炸毀直昇機所引發的爆炸中身亡。 |
| 韋恩·高登 Wayne Gordon              | 佛洛斯特 Frost                | 「卓越國際」傭兵頭目，韋德的得力手下，被派往西維吉尼亞州追殺麥克，過程中與14名手下皆被凱拉所埋的炸彈炸死。 |
| 羅奇·威廉姆斯 Rocci Williams        | 布魯諾 Bruno                  | 「卓越國際」傭兵，故事最初的演習中被過份認真的麥克踢下樓梯而向其破口大罵。後來參與了綁架麥克的行動，過程中被麥克槍殺並意外看到他的樣子，讓麥克懷疑韋德有份陷害自己。                                                                                               |
| 歐力·普費弗 Ori Pfeffer             | 斯普·墨菲 Skip Murphy         | 麥克的同事，與其關係友好，特勤局特工。於故事初期暗殺總統時，因麥克身體不適而接替其，卻遇上無人機攻擊，在把川布推下湖後朝無人機開槍以吸引火力，壯烈犧牲。 |
| 歐希·奧克洛 Osi Okerafor            | 比利 Billy                    | 麥克的同事，特勤局特工。於尾段麥克潛入聖馬太醫院時被其用作人質挾持。 |
| 埃羅爾·穆罕默德 Erol Mehmet         | 西姆斯 Sims                   | 麥克的同事，特勤局特工。於尾段聖馬太醫院的槍戰中與麥克護送川布離開時負責駕車，過程中遭遇趕到的韋德及其手下，並被科爾槍殺身亡。 |
| 馬克·阿諾德 Mark Arnold             | 詹姆斯·哈斯克爾 James Haskell | 美國中情局局長。 |
| 潔西卡·柯比 Jessica Cobley          | 琳恩·班寧 Lynne Banning       | 麥克的女兒。 |
| 克里斯·布朗寧 Chris Browning        | 民兵                          | 民兵。 |

## 發行
《全面攻佔3：天使救援》於2019年8月23日在美國上映。

### 評價
《全面攻佔3：天使救援》獲得了多數影評人的負面評價。爛番茄根據191條評論，獲得39%的新鮮度，平均得分5／10，而觀眾則投出93分的評價，平均得分4.5／5。在Metacritic上，電影獲得45分。根據CinemaScore調查，觀眾的評價在A+至F間落於「A-」；整體評價呈現兩極化，好評傾向觀眾。

### 票房
北美首週末票房達2130萬美元，位居當週票房冠軍。這是巴特勒自《300壯士：斯巴達的逆襲》（2007年）以來首次登上的票房冠軍，但仍略低於《全面攻佔2：倫敦救援》（2160萬美元）的成績。隔週，該片在北美以1180萬美元（含勞動節的300萬美元）仍居於票房冠軍。
台灣方面，首週五天票房為新台幣5955萬元；次週票房累計至新台幣1.03億元；第三週票房累計至新台幣1.23億元；第四週票房累計至新台幣1.35億元；最終全台票房為新台幣1.47億元。
| 上一届： 《好小男孩》           | 2019年美國週末票房冠軍 第34-35週 | 下一届： 《牠：第二章》 |
| 上一届： 《玩命關頭：特別行動》 | 2019年台北週末票房冠軍 第34-35週 | 下一届： 《牠：第二章》 |
| 上一届： 《天氣之子》           | 2019年香港一週票房冠軍 第35-36週 | 下一届： 《小丑回魂2》  |

## 未來
2019年11月，系列製片人艾倫·席格宣布了第四、第五和第六部電影的計劃，以及與劇情相關的本地語言衍生電視劇。

## 外部連結
- 互联网电影数据库（IMDb）上《全面攻佔3：天使救援》的资料（英文）
- Box Office Mojo上《全面攻佔3：天使救援》的資料（英文）
- Metacritic上《全面攻佔3：天使救援》的資料（英文）
- AllMovie上《全面攻佔3：天使救援》的资料（英文）
- 爛番茄上《全面攻佔3：天使救援》的資料（英文）
- 開眼電影網上《全面攻佔3：天使救援》的資料（繁體中文）
- 时光网上《全面攻佔3：天使救援》的資料（简体中文）
- 豆瓣电影上《全面攻佔3：天使救援》的資料 （简体中文）